# 七聖召喚
七聖召喚（しちせいしょうかん、中国語（簡体字）: 七圣召唤、 拼音:Qīshèng Zhàohuàn 英語：Genius Invokation TCG）は、miHoYoが開発したオープンワールド・アクションロールプレイングゲーム『原神』に収録されているトレーディングカードゲームである。2022年12月7日に配信されたVer.3.3で実装され、同日よりプレイが可能となった 。

## 概要
ゲームは、原神内の舞台であるテイワット大陸をテーマとし、キャラクター、イベント、地域、アイテムなどを模したカードを用いて戦闘を行う。先に相手のキャラクターカードを全て『戦闘不能』にしたプレイヤーが勝ちとなる。

### ルール

#### カードデッキ
カードデッキは3枚のキャラクターカードおよび、30枚のアクションカードで構成される。
手札は最大10枚。10枚以上になる際は引いたカードは無効化される。いわゆる『デッキ切れ負け』はない。

#### 用語
ルール説明に必要なゲーム内用語を概略する。元素・武器等詳細については原神#ゲームシステムを参照
- ラウンド：一般的なカードゲームで用いられる、「ターン」と同義。
- 出撃キャラ：戦闘を行うカードを指す。
- 元素：原神内と同様、「風」・「岩」・「雷」・「草」・「水」・「炎」・「氷」にて構成される。
- 万能元素：任意の元素として使用することができる。
- 属性：所属国家、ファデュイ、フォンテーヌのアルケー（プネウマ/ウ－シア）、ナタの部族等、元素以外の属性が記載される。

#### ゲームの流れ
以下では原神Ver5.1現在の一般的な対戦ルールについて説明する。Wikipediaの性質上、概説程度に納めているため、正確なルールについては他資料を参照。

##### ゲーム準備
キャラクターカードはフィールド上に３枚すべて並べる。アクションカードはそのまま山札となる。七聖召喚では、いわゆる『墓地』は存在しない。
まず、ラウンド1の開始前に山札から5枚のアクションカードを引き、手札にする。この際、１回に限り、好きな枚数だけ山札に戻して、再度引き直すことができる。
づづいて、好きなカード1枚を選択し、そのカードを「出撃キャラ」に指定する。
1人プレイモードでは原則先攻だが、マルチプレイモードでは、コンピューターによる「コイントス」（実質ランダム）で先攻が決定する。

##### ラウンド
各ラウンドは、『ロールフェイズ』、『アクションフェイズ』、『エンドフェイズ』からなる。

##### ロールフェーズ
『元素サイコロ』と呼ばれる八面体サイコロを８個振る。元素サイコロの各面は各元素および、万能元素が描かれており、出た目がそのラウンド内で使える元素サイコロとなる。各ターン１回に限り、ロールフェイズで振りなおすことができる。
原則、使い切らなかった元素サイコロは、次ラウンドに引き継がれず失うが、特定のアクションカードを用いて次ラウンドに引き継ぐことが可能。また、特定のアクションカードでは元素サイコロの数を増やすことができる。最大で所持できる元素サイコロは16個。

##### アクションフェイズ
アクションフェイズでは、先攻・後攻の順にアクションフェイズを繰り返す。アクションフェイズは、相手にアクションフェイズが移る『戦闘アクション』、続けてアクションフェイズができる『クイックアクション』の二つに分けられる。（カードによる効果を除く）
戦闘アクション
- スキル発動：元素サイコロを「コスト」として払い、出撃キャラのスキルを発動する。（一般的なカードゲームの攻撃に相当する。）
  - 通常攻撃：一般的な物理攻撃（一部元素攻撃）を行う。ただし、元素サイコロが『偶数個』の際に行う攻撃は『重撃攻撃』とみなされる。「チャージ」が1個付与される。
  - 元素スキル：元素ダメージによる攻撃を行い、相手に元素を付与する。「チャージ」が1個付与される。キャラクターカードによっては2個の元素スキルがある場合がある。
  - 元素爆発：キャラクターカードごとに指定された回数の「チャージ」（2-3個）を貯めた後に発動できる攻撃。攻撃後、「チャージ」は0になる。
  - 特技：「特技」を持つ装備カードを装備した後、コストを払い発動できる効果。
- ラウンド終了宣言：本ラウンドにおけるアクションフェイズの終了を宣言する。先に宣言したほうが、次のラウンドの先攻となる。
- キャラチェンジ：任意の元素サイコロ１個を「コスト」として払い、出撃キャラを変更する。

クイックアクション
- 手札使用：元素サイコロを「コスト」として払い、手札を使用する。
  - 装備カード：キャラクターに武器・聖遺物・特技を装備する。キャラクターが装備できるカードは各１種まで。
  - 支援カード：支援エリアに設置して効果を発動する。最大で4枚まで設置可能。
  - イベントカード：発動後、直ちに効果を得る。
- 元素調和：手札を1枚捨てることにより、任意の元素サイコロを、出撃キャラと同一の元素にすることができる。

##### エンドフェイズ
エンドフェイズでは、まず、先攻・後攻の順に、エンドフェイズで発動する効果の処理が行われる。その後、お互いに山札から手札を２枚引き、ラウンド終了となる。

##### 戦闘不能
一般的なキャラクターカードのHPは10であり、スキル発動等でダメージを与えてHPを減らすことができる。また、各種効果によりHPを回復することは可能（最大値を超えて回復はできない。）。HPが0になったカードは『戦闘不能』となり使用不能となる（なお、1回のダメージ処理で複数枚のカードを戦闘不能することは可能）。戦闘不能カードが発生したプレイヤーはほかのキャラクターカードを出撃キャラに指定しなければならない。

#### 原作内ゲームとの関係性
七聖召喚は、原神本体のゲームアクションが反映されており、『元素反応』（２種類の元素が反映することで得られる効果）、元素爆発にはチャージ集めが必要な点等が採用されている。その一方で、七聖召喚では、キャラクターは武器なしで戦闘を行うことが可能である（原神本体ではキャラクターは必ず武器を装備している。）。

### 冒険挑戦・決闘挑戦（対コンピューター戦）
プレイヤーは、原神のオープンワールド内に存在するNPCと七聖召喚を行うことで、特定のアクションカードや、七聖召喚専用通貨『ラッキーコイン』を得ることができる。また、ウィークリーチャレンジ『七日修練』（NPC3名＋プレイアブルキャラクター1名がランダムに選択され、対戦する）、高難易度チャレンジ『鋳境の研鑽』の報酬でも得ることができる。
ラッキーコインは、モンド城内にある『キャッツテール』内で使用でき、各種カードやカード装飾等と交換できる。
これらの挑戦では、事前に相手がとる行動・特殊効果が公開され、指定された課題をクリアする『冒険挑戦』モード、対人プレイと同様の『決闘挑戦』モードがある。『冒険挑戦』・『決闘挑戦』では勝利すると経験値が得られる。経験値はプレイヤーレベルとして、原神内の世界ランク・経験値とは別に管理される。

### マルチプレイ
七聖召喚はプレイヤーレベル４以上でマルチプレイが解放される。マルチプレイ時のパーティーメンバーや、オンラインマッチングで対戦を行う『マルチ対戦』と、同一デッキで七聖召喚を行い、先に5勝もしくは3敗するまで連続対戦する『栄光の試練』が設定されている。『栄光の試練』では5勝を達成すると記録が残る。マルチプレイ時のパーティーメンバーとの対戦では制限なしでプレイできる。

## 設定
原神ゲーム内大陸において、初めて七聖召喚が言及されたのは、原神Ver2.3内のイベントであった。璃月の行商人である立本(りつほん 英;Liben)は、スメールのとある学者の依頼で、稲妻にある出版社の八重堂に七聖召喚のプロトタイプ持ち込んだ。ほどなくして、七聖召喚の人気は稲妻中を席巻し、そしてテイワット大陸全体で流行を博した。
稲妻人の作家である福本は、スメール教令院の依頼で、七聖召喚のプロモーション作品としての小説『召喚王』を執筆。『召喚王』はテイワットじゅうに広まり読まれた。
原神Ver3.7「決闘！召喚の頂！」では立本が八重堂に持ち込む前のストーリーが追加された。
七聖召喚の原型となったゲームは、スメール教令院に属した学者、ガルビビダムとグラーブによって考案された。ガルビビダムがスメールの流行病である「魔鱗病」を患っている間の暇つぶしとしてこのカードゲームが考案された。このゲームはグラーブが入院していた病院で人気を博したが、彼はこのゲームが病院の外で有名になる前に亡くなった。グラーブの死後、ガルビビダムは鬱病になり隠遁生活を送っていた。 
ガルビビダムはこのゲームの著作権を別のスメール研究者グループに譲ったとされ、彼らの改良したものが七聖召喚のプロトタイプになったとされる。

## ゲーム開発
七聖召喚の開発は 原神Ver3.1アップデートのライブストリーミング配信内で言及された。ゲーム設計にあたっては『ライト』で『カジュアル』な『PvE』になるように設計され、プレイにあたりマルチプレイモードでの報酬は発生しないように設計された。また、同時にゲームバランスの調整にもあたっているとされた。

## プレイヤーの反応
七聖召喚の公式配信となる2022年11月中旬には、公式発表を元にしたシミュレーターが有志により開発された。七聖召喚のリリースとともに、中国国内のトレーディングカードプレイヤーで話題となった。
中国のゲームコミュニティ『游戏葡萄』（Youxi Putao）の編集者であるDai Homerにれば、七聖召喚のリリース後から原神ユーザーの活動が活発化し、中国国内におけるMiHoyoのプラットフォーム『Genshin Impact · Cloud』では多く接続待ちがあったという 。
七聖召喚の話題は中国国内に限らず、日本国内においては、リリース直後、Xのトレンド入りで話題になった。また、英語圏においては、スイスにおいて非公式の七聖召喚の大会が開かれた。
七聖召喚のリリースは愛好家から好意的な評価を受け、多くの人がハースストーンやGwentといった他ゲームとの比較を行った。コミック・ブック・リソーシズのAndrew DiLulloによると、七聖召喚は原神プレイヤーの獲得に一役買う可能性を示唆した。
游戏葡萄に寄稿したライターのGuo Suによれば、七聖召喚が原神のファンアートやコンテンツ性を高めるものであると評した。また、七聖召喚は原神のメインコンテンツやその他のコンテンツよりもランダム性が高く、ゲーム配信などにおいて視聴者との交流をさらに高めるコンテンツになりうるだろうと指摘した。Dai Homerによれば、七聖召喚のコンセプトが、テイワットをモチーフに簡潔にまとめたものであり、原神ユーザーにとって、原神の世界観を理解るのに一助買っている、と指摘した。
GameResの編集者であるXunyangによれば、七聖召喚のローンチは問題なく行われている点を称賛し、リリース地点でゲームの基礎がしっかりと固めれており、「十分な伏線が貼られている」と指摘した。
ゲームプレイに関する評価は賛否両論である。SiliconeraのライターであるStephanie Liu は、バランスのとれたデザイン性と、ゲームのシンプルさを称賛した。またすべてのカードが全プレイヤーに平等に用意されていることから、「ゲームの公正性を担保しつつあるべきだ」と評した。
17173.comに投稿したコラムニストのZhengjingは、原神の特徴である元素反応をカードゲームに取り込んだ点について「非常に興味深く、勉強になる」と評した。Kotakuの元編集者であるSisi Jiangは、七聖召喚にはまったこともあり、miHoyoがほかの作品でもカードゲームを出すことを楽しみにしている、とコメントした。
Youyanshe編集者のYingrou Weixing氏は、「七聖召喚を始めるのは簡単だが、ゲームをマスターするのは難しい。つまり、カードの効果やゲームのルールは理解しやすいが、プレイヤーは各ラウンドで多くの選択肢を持つため、最適解を見つける難易度は上がる」と述べ、またマルチプレイモードでの報酬が存在しないゲームデザインは、対戦における勝敗の重要性を下げており、プレイヤーは多くのデッキを試行錯誤することができる、と指摘している。
一方で、DoNewsのコメンテーター、Yu Cheng Judaiはゲームバランスの悪さ、元素反応に対抗する手段の欠如、デッキ内容の固定化による多様性の欠如を批評した。
また、ゲーム批評家は、七聖召喚が原神を長期プレイする上での経験を増やすのに役立つと評した。 Stephanie Liuは原神リリースから続くブームをさらに白熱させるものと評した。 Gamerskyの編集者Youming Xingkongは、七聖召喚という新コンテンツにより、原神を長期プレイする上での燃え尽き症候群を防ぐものだ、と評した。游戏葡萄のHui Xingeも七聖召喚はゲームを長期プレイする上での欠点を補うものとし、原神ユーザー間での関係を良好にするものだ、と評した。